# Semiothisa
Semiothisa là một chi bướm đêm thuộc họ họ Geometridae.

## Các loài
Loài gồm có:
- Semiothisa eleonora – (Villers, 1789)